# Grobowiec w Srebrnej

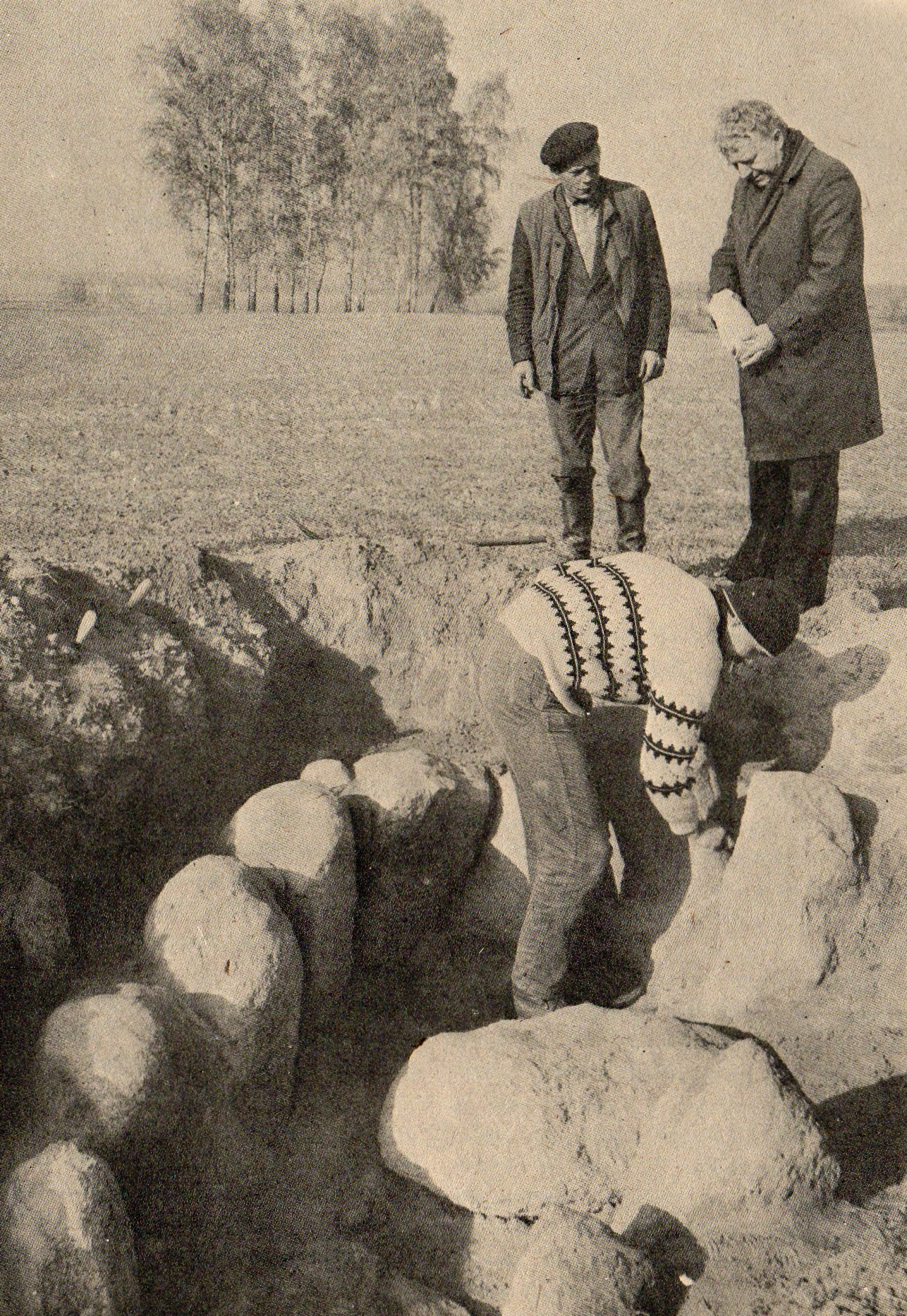
Odkrywca - rolnik Grzegorz Wiśniowski nad grobowcem (1982)

Grobowiec w Srebrnej – neolityczny, skrzynkowy grobowiec kamienny znajdujący się w miejscowości Srebrna w powiecie płońskim.

## Odkrycie
Grobowiec został odkryty przypadkowo w październiku 1982, podczas orki na polu Grzegorza Wiśniowskiego w Srebrnej, przy granicy z Łazękami. Rolnik rozkopał teren licząc na skarb z okresu I wojny światowej. O znalezisku poinformował nauczyciela ze szkoły w Naruszewie - Jana Piotrowskiego, który z kolei zgłosił sprawę Pogotowiu Archeologicznemu Muzeum Archeologicznego w Warszawie.

## Charakterystyka
Ostatecznie określono, że znaleziskiem jest prostokątny, neolityczny grobowiec skrzynkowy. Zbudowany został ze szczelnie dopasowanych kamieni przez grupę ludności kultury amfor kulistych, która żyła w tych rejonach około 2500 lat p.n.e. Naczynia znalezione w grobowcu zdobione były charakterystycznym ornamentem stempelkowym w postaci pionowych i naprzemianległych kresek oraz odcisków sznura. Naczynia stały w szczycie komory grobowej, która miała 1,9 metra szerokości. Długość grobowca wynosiła niecałe trzy metry. Wejście stanowiła ruchoma płyta kamienna. Płasko ciosane płyty kamienne stanowiły dach założenia. Obiekt uszczelniono za pomocą mniejszych kamieni. Również dno wyłożone było kamieniami. Nie znaleziono żadnych szczątków ludzkich - wolna przestrzeń w komorze sprawiła, że uległy one całkowitemu rozkładowi. Grobowiec był prawdopodobnie użytkowany przez jedną rodzinę (klan).